# Petete
Petete es un personaje de historieta argentino creado por el artista gráfico Manuel García Ferré. El personaje es un pequeño pingüino de color rojo, con la cara y el abdomen amarillos, un gorro de lana con pompón encima y un chupete colgando del cuello.Fue popular en la década de 1970 en Argentina, otros países de Hispanoamérica y España, compitiendo con el Topo Gigio. Formaba parte de la revista infantil Anteojito.

## Malvino el Pingüino Argentino
El directo antecedente de Petete fue otro muñeco animado de apariencia casi idéntica: una especie de pichón de pingüino que llevaba ya el gorro cónico de lana con pompón ("gorrito Bariloche"), aunque inicialmente se le dio el nombre de Malvino el Pingüino Argentino, la denominación Malvino en referencia a las Malvinas;[cita requerida] sin embargo es probable que un estudio de mercadeo haya hecho rebautizar al personaje, en efecto "Malvino" se habría prestado a bromas que pudieran relacionarle con el vino, en especial con lo que en Argentina se llama "mal-vino" (borrachera desagradable).[cita requerida]

## Libro gordo de Petete
Petete, como peluche, aparecía con una joven presentadora (generalmente la modelo y actriz Gachi Ferrari) y mostraba un corto para chicos de aproximadamente 1 o 2 minutos. Estos cortos se emitían en la televisión argentina en las décadas de 1970 y de 1980; también se transmitía en Uruguay, Perú, Bolivia, Brasil (doblado al portugués), Chile, Costa Rica, Venezuela, Panamá, Colombia, Ecuador, México, Puerto Rico y España (prestando su voz a Petete la actriz María del Carmen Goñi). El programa mostraba información audiovisual que ilustraba la enciclopedia que daba nombre al programa El libro gordo de Petete.
Al finalizar el programa, decían los dos:
El libro gordo te enseña,
el libro gordo entretiene,
y yo te digo contenta,
hasta la clase que viene.
En noviembre de 1999 y principios de la década de 2000, Telefé comenzó a transmitir nuevos cortos del Libro Gordo de Petete, pero esta vez acompañado por la modelo y actriz Guillermina Valdés.
El nombre de la serie de cortos para TV El Libro Gordo de Petete se refería a una gran enciclopedia de 8 tomos de 400 páginas cada uno, que se publicaba semanalmente en fascículos coleccionables y tapas duras para encuadernarlos; fue publicado inicialmente en Argentina y luego en otros países de habla hispana. Cada fascículo venía acompañado de una pequeña revista llamada La Revista de Petete, que contenía juegos, pasatiempos, recortables y una historieta a todo color de dos páginas de fondo negro con las viñetas en forma de pantalla de TV y los guiones con letra amarilla debajo de cada viñeta.
La voluminosa enciclopedia El Libro Gordo de Petete tuvo como lema el pronunciado por el mismo Petete, que dice:
¡Una sólida cultura
es la herencia más segura!
También se grabó, editó y publicó El Disco Gordo de Petete, disco LP que contenía las canciones de los programas de TV.
Lista de canciones del LP:
1. Canción del libro gordo.
2. Gracias Señor viento.
3. Cara coli coli.
4. La cuchara oh oh.
5. El ahorro.
6. Una miguita de pan.
7. Con un poco de imaginación.
8. Como previnir accidentes.
9. Catapumba pumba.
10. Beethoven.
11. Sin pies ni cabeza.
12. La canción del to to.

## Petete en el cine
Petete también participó en el largometraje "Petete y Trapito" (1975).
Su última aparición fue en la película "Manuelita" (1999), en la escena del casamiento de Manuelita con Bartolito, junto con Hijitus, Oaky, Pi Pío, Calculín, Trapito, La vecinita de enfrente y Pichichus.
Adicionalmente es ampliamente usado para cultura general.

## Parodias de Petete
La serie cómica venezolana Bienvenidos (1982-2002) incluía cada semana un sketch titulado «El libro flaco de Miguelete», el cual estaba basado en este personaje y era interpretado por el anfitrión del programa, Miguel Ángel Landa. El mismo consistía en un breve comentario mencionado por él que resultaba ser gracioso o irónico.
En la temporada 1985 del programa humorístico chileno Jappening con Ja, en la sección de "La Oficina", llegó a asumir la jefatura máxima de Zañartu, Mandiola y Compañía, Máximo Petete, interpretado por el capocómico argentino Jorge Porcel.
En 1985 el comediante español Pedro Ruiz en su programa Como Pedro por su casa incluía cada semana una sátira de Petete titulada «El libro gordo de Pedrete», haciendo muy popular su frase de entrada «qué buena estás, Carolina».
En 2011 la serie cómica ecuatoriana La Panadería 2 tiene como sketch "El libro gordo de Pitete", en el que "Pitete" se volvía irreverente y necesitaba ser corregido, lo cual hacia con dulzura la compañera de este (interpretado por la actriz Claudia Camposano).
En 2014 Marito Baracus, YouTuber argentino, parodia a Petete en su Combo Loco IX del 24 de enero de 2014.
El programa radial argentino ¿Cuál es? tuvo una sección llamada El libro del Gordo Pete, donde, satirizando los cortos del Libro Gordo de Petete, se contaban diversas situaciones en las que se encontraba el Gordo Pete, quien, pese a hablar con la misma dulzura que Petete, era un personaje de dudosa conducta que participaba en diversas traiciones, actividades ilegales y desenfrenos de toda clase. Habitualmente sus diálogos eran en pareados rimados igual que los de Petete en el original, pero el locutor que intervenía luego de las rimas para las secciones "didácticas" interpretaba las frases de Pete de formas ajenas a la situación que se venía narrando, habitualmente en relación con delitos, frases en lunfardo o aludiendo a prácticas íntimas no tradicionales.

## Discografía
- 1974: "El disco gordo de Petete" - PHILIPS
- 1975: "Aventuras y travesuras de Petete y Trapito" - PHILIPS